# (446) Aeternitas
(446) Aeternitas – planetoida z pasa głównego asteroid okrążająca Słońce w ciągu 4 lat i 241 dni w średniej odległości 2,79 j.a. Została odkryta 27 października 1899 roku w Landessternwarte Heidelberg-Königstuhl w Heidelbergu przez Maxa Wolfa i Arnold Schwassmann. Nazwa planetoidy pochodzi od Aeternitas w mitologii rzymskiej personifikacji wieczności, stałości. Przed nadaniem nazwy planetoida nosiła oznaczenie tymczasowe (446) 1899 ER.